# Ragnhild Magerøy
Ragnhild Elbjørg Magerøy (ur. 9 lipca 1920 w Fræna, zm. 16 listopada 2010 w Tønsbergu) – pisarka norweska.
Debiutowała w 1957 powieścią Gunhild. W jej dorobku znajdują się opowiadania, powieści (w tym historyczne), wiersze oraz eseje. W 1975 otrzymała Nagrodę Doublonga.

## Twórczość
- Gunhild – powieść (1957)
- Forbannet kvine – powieść (1958)
- Kjærlighet spør ikke – powieść (1960)
- Lengsel, men ingen vinge – powieść (1962)
- Dronning uten rike – powieść (1966)
- Mens nornene spinner – powieść (1969)
- Himmelen er gul – powieść (1970)
- Nikolas – powieść (1972)
- Kvassere enn sverdet – powieść (1974)
- Baglerbisspen – powieść (1976)
- Du – wiersze (1977)
- De som dro Sudr – powieść (1979)
- Den lange vandringen – powieść (1980)
- Jorsal – powieść (1982)
- Miriams kilde – opowiadania (1985)
- Risens hjerte og andre fortellinger – opowiadania (1987)
- Spotlight på sagaen – eseje (1991)
- Den hvite steinen – powieść (1995)
- Hallfrid – powieść (1997)
- Vesterhavs – eseje (1999)
- Tusmørkefabler og sannferdige eventyr – eseje (2003)